# Gudeliszki (rejon postawski)
Gudeliszki (biał. Гудэлішкі; ros. Гуделишки) – wieś na Białorusi, w obwodzie witebskim, w rejonie postawskim, w sielsowiecie Łyntupy
Dawniej używana nazwa – Gudeliszki Małe.

## Historia
W czasach zaborów zaścianek w gminie Święciany, w powiecie święciańskim Imperium Rosyjskiego. W 1905 roku liczył 14 mieszkańców, 30 dziesięcin.
W dwudziestoleciu międzywojennym zaścianek leżał w Polsce, w województwie wileńskim, w powiecie święciańskim, w gminie Łyntupy.
W 1931 w 3 domach zamieszkiwało 19 osób.
Miejscowość należała do parafii prawosławnej w Apidamach. Podlegała pod Sąd Grodzki w Łyntupach i Okręgowy w Wilnie; właściwy urząd pocztowy mieścił się w Łyntupach.
W wyniku napaści ZSRR na Polskę we wrześniu 1939 miejscowość znalazła się pod okupacją sowiecką. 2 listopada została włączona do Białoruskiej SRR. Od czerwca 1941 roku pod okupacją niemiecką. W 1944 miejscowość została ponownie zajęta przez wojska sowieckie i włączona do Białoruskiej SRR.
Do 2004 roku w sielsowiecie Polesie.